# Pukuparara Island
Pukuparara Island ist eine Insel vor Stewart Island in der Region Southland im Süden der Südinsel von Neuseeland.

## Geographie
Pukuparara Island befindet sich westlich der Südwestspitze von Stewart Island und im nördlichen Teil einer der fünf Inselgruppen der Titi/Muttonbird Islands, die im Südwesten von Stewart Island liegt. Die Insel liegt ungefähr 1,4 km westlich der Küste von Stewart Island.
Nordnordöstlich von Pukuparara Island ist die Nachbarinsel ist Kaimohu Island in einer Entfernung von rund 800 m zu finden und weiter südsüdwestlich die Inseln Rerewhakaupoko Island, Pukeweka Island und Taukihepa/Big South Cape Island. Rund 3,4 km westlich liegt mit Putauhina Island eine weitere Nachbarinsel.